# ADDIE-model
Het ADDIE-model, is een implementatiemodel dat zijn oorsprong kent in de wereld van Instructional Systems Design (ISD). ADDIE is een acronym voor de vijf fases uit het model, te weten:
- Analysis - Analyse van het probleem
- Design - Ontwerp van de oplossing
- Development - Ontwikkeling van de oplossing
- Implementation - Implementatie van de oplossing in de praktijk
- Evaluation - Evaluatie van de geïmplementeerde oplossing.

Het ADDIE-model is een zogenaamd watervalmodel, waar de ene fase als een soort van waterval naar de volgende fase gaat. Het model wordt onder andere gebruikt bij software-ontwikkelingstrajecten en de ontwikkeling van opleidingen en leertrajecten. De precieze oorsprong van het model is niet bekend, ook wordt er getwijfeld aan de wetenschappelijke onderbouwing van het model: soms wordt de term ADDIE gebruikt als een label.
De Nederlandse psycholoog Van Strien gebruikt dit model voor de beschrijving van wetenschappelijk praktijkgericht organisatie-onderzoek. Hij onderscheidt deze vijf stappen als vijf vormen van sociaal-wetenschappelijk onderzoek. Dat model is ook bekend als de 'Interventie cyclus' als tegenhanger van de 'Empirische cyclus' van A.D. de Groot. Meer recent is dit model ook beschreven door Verschuren & Doorewaard en ingepast in de fase van het ontwerpen van een onderzoek. De fase 'Development' wordt dan ook wel genoemd 'Ontwerp', namelijk het ontwerp van de oplossingen. Ontwerpgericht onderzoek veronderstelt in dit model dan dat er een heldere probleemanalyse is en dat de oorzaken die het probleem in de organisatie veroorzaken ook bekend/onderzocht zijn.